# Wilhelm Lexis

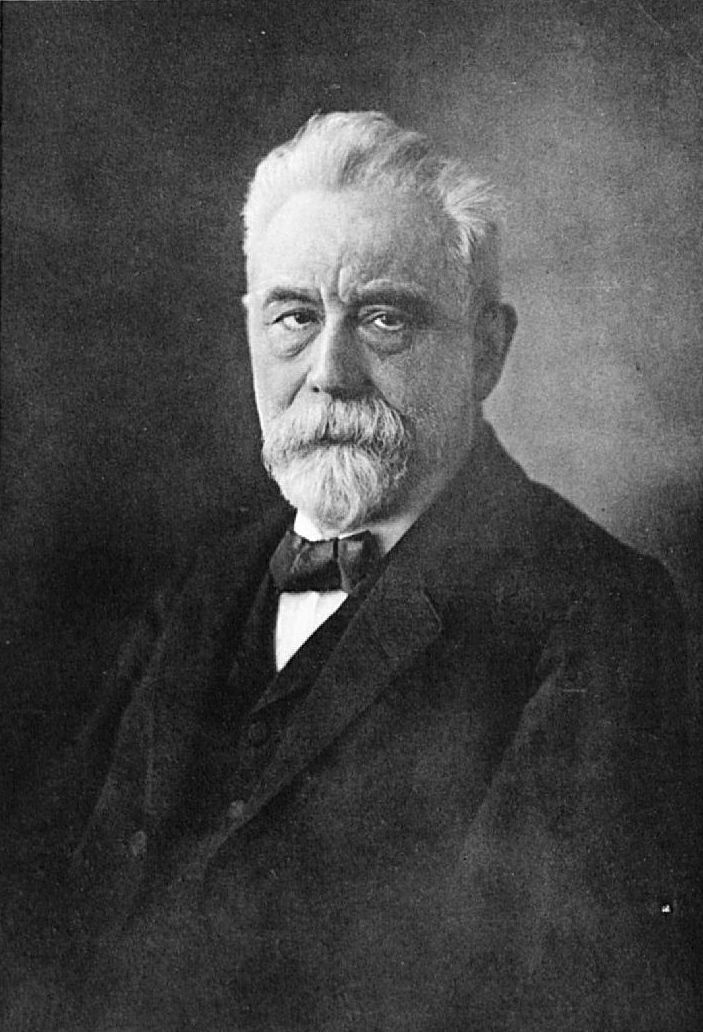
Wilhelm Lexis (zwischen 1900 und 1914)

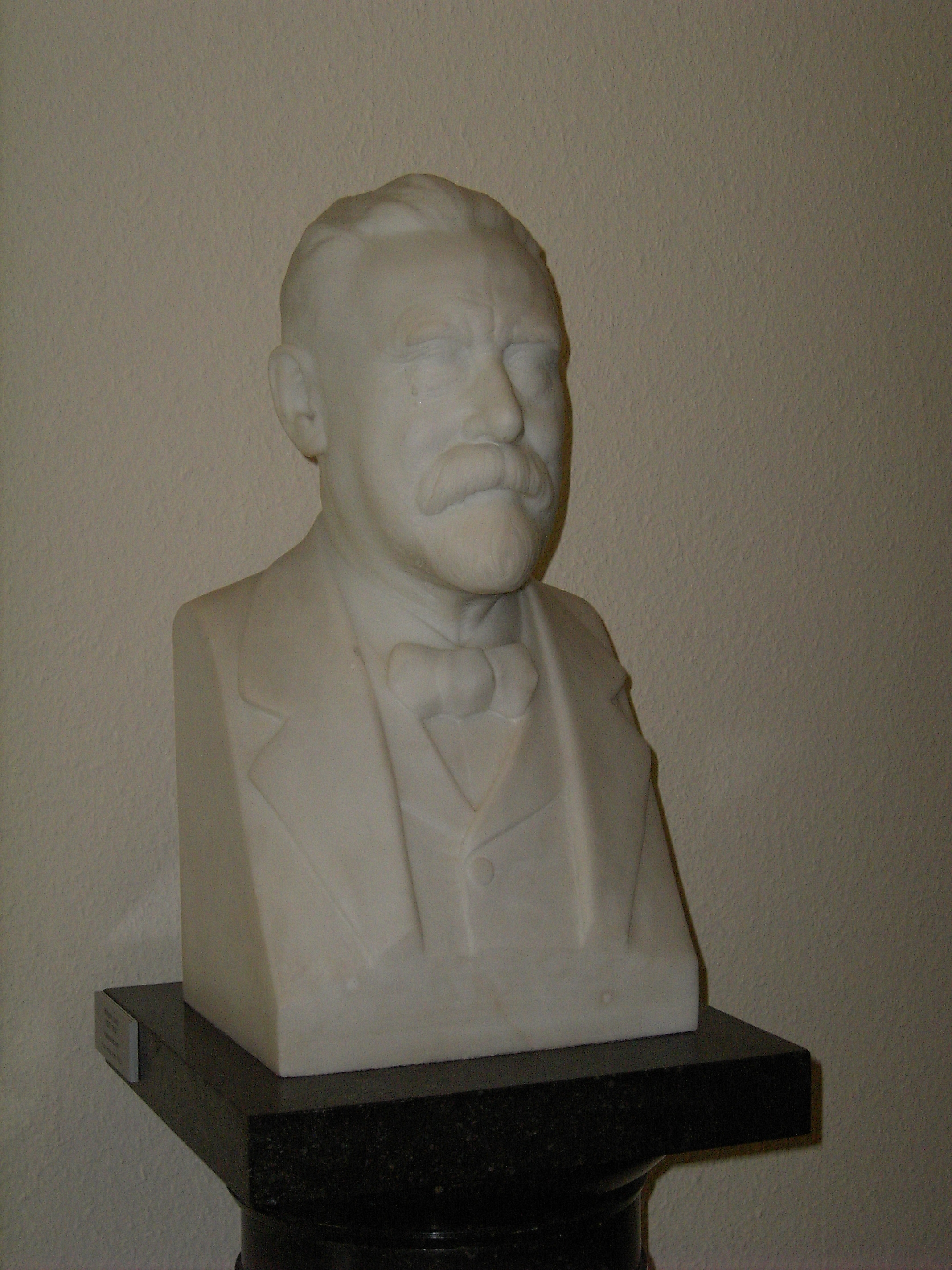
Wilhelm Lexis

Wilhelm Lexis (* 17. Juli 1837 in Eschweiler (Rheinland); † 24. August 1914 in Göttingen) war ein deutscher Mathematiker, Statistiker und Nationalökonom.

## Leben
Wilhelm Lexis entstammte einer Eschweiler Arztfamilie, sein Vater war Ernst Joseph Lexis. Er besuchte das Friedrich-Wilhelm-Gymnasium in Köln und studierte ab 1855 Mathematik und Physik in Bonn. 1859 erfolgte die Promotion bei August Beer mit einer Arbeit aus der mathematischen Physik, danach arbeitete er bei Robert Wilhelm Bunsen in Heidelberg. 1861 ging er für volkswirtschaftliche Studien ins Ausland und wurde 1872 außerordentlicher Professor für Nationalökonomie an der neugegründeten Kaiser-Wilhelm-Universität Straßburg, 1874 ordentlicher Professor für Geographie, Ethnographie und Statistik an der Kaiserlichen Universität Dorpat und 1876 Ordinarius für Nationalökonomie an der Universität Freiburg im Breisgau. 1884 wurde er ordentlicher Professor der Staatswissenschaften an der Universität Breslau, 1887 dann ordentlicher Professor für Volkswirtschaftslehre  an der Universität Göttingen, wo er bis zu seinem Tode eine umfassende Lehr- und Forschungstätigkeit ausübte. 1910 wurde er zum ordentlichen Mitglied der Göttinger Akademie der Wissenschaften gewählt.
Er entwickelte unter anderem die Dispersionstheorie über die Varianz statistischer Quoten bei zeitlichen Schwankungen und war Gründer des ersten deutschen Universitätsseminars für Versicherungswissenschaft mit Felix Klein. Bedeutend sind vor allem seine statistischen Veröffentlichungen. Als Gegner der Menger'schen Grenznutzentheorie vertrat Lexis eine objektive Wertelehre und suchte die rein begriffliche durch eine möglichst wirklichkeitsnahe, mathematische Methode zu ersetzen. Von nachhaltiger Bedeutung waren seine Arbeiten auf mathematisch-statistischem Gebiet, vor allem zur Bevölkerungsstatistik und zu Währungs- und Versicherungsfragen.
Von 1891 bis 1897 gab Wilhelm Lexis die Jahrbücher für Nationalökonomie und Statistik heraus, auch bekannt als Conrads Jahrbücher.
In diesen Jahrbüchern hatte er schon 1885 eine Kritik des 2. Bandes des Kapitals (von Karl Marx) veröffentlicht, auf die sich Friedrich Engels in seinem Vorwort zur 1. Auflage des 3. Bandes bezieht. (Siehe dort, S. 16.)
Die Wilhelm-Lexis-Straße im Eschweiler Industrie- und Gewerbepark IGP wurde 1992 eingerichtet; in Berlin-Köpenick gibt es seit 1930 eine Lexisstraße.

## Schriften
- De generalibus motus legibus. Diss. Bonn 1859  (Universität Dorpat; PDF-Datei; 1,77 MB)
- Einleitung in die Theorie der Bevölkerungsstatistik. Karl Trübner, Straßburg 1875 (Göttinger Digitalisierungszentrum)
- Zur Theorie der Massenerscheinungen in der menschlichen Gesellschaft. Fr. Wagner’sche Buchhandlung,  Freiburg i. B. 1877 (Universität Dorpat; PDF-Datei; 3,11 MB)
- La représentation graphique de la mortalité au moyen des points mortuaires. Annales de démographie internationale, IV, 1880, S. 297–324 Gallica
- Denkschrift über die dem Bedarf Preußens entsprechende Normalzahl der Studirenden der verschiedenen Fakultäten. 2. Bearbeitung. Als Manuskript gedruckt. Kaysler, Berlin 1891 Digitale Texte der Bibliothek des Seminars für Wirtschafts- und Sozialgeschichte als pdf lesen
- Der gegenwärtige Stand der Währungsfrage : ... nebst e. Anh. V. Zahn & Jaensch, Dresden 1895 (Digitalisat)
- Abhandlungen zur Theorie der Bevölkerungs- und Moralstatistik. Gustav Fischer, Jena 1903 (Universität Dorpat; PDF-Datei; 8,30 MB)
- Allgemeine Volkswirtschaftslehre. B. G. Teubner, Berlin, Leipzig 1910 (Universität Dorpat; PDF-Datei; 12,17 MB)